# Luigi De Filippo
Luigi De Filippo (Nápoles, 10 de agosto de 1930 - Roma, 31 de marzo de 2018) fue un actor, dramaturgo y director de escena italiano.

## Biografía
Nació en el seno de la dinastía teatral de los De Filippo, siendo el hijo de Peppino, sobrino de Eduardo y Titina y nieto de Eduardo Scarpetta. Su madre, Adele Carloni, también era actriz y bailarina. En 1951, con 21 años, debutó en la compañía de su padre. Aunque durante su carrera se dedicó principalmente al teatro, en los años cincuenta y sesenta apareció en varias películas de commedia all'italiana y, más tarde, en algunas series de televisión transmitidas por RAI.
En 1960 se casó en Roma con la actriz inglesa Ann Patricia Fairhurst, de la que se separó después de algún tiempo; en 1970 contrajo matrimonio con la actriz francesa Nicole Tessier, con la que tuvo en 1972 a su hija Carolina. En 1978 abandonó la compañía de su padre para fundar la suya propia, con la que, además de las comedias familiares y las suyas propias, representó obras de Gógol, Molière, Pirandello y otros, realizando numerosas giras por Francia, Alemania y Suiza. En 1997 se casó con Laura Tibaldi.
En 2000 grabó el álbum La Commedia del Re Buffone e del Buffone Re (Polosud Records - PS031), cuyos temas proceden de canciones del espectáculo del mismo nombre. En 2001, recibió el Premio a la Personalidad Europea en el Capitolio por sus 50 años de actividad. El 28 de junio de 2011, sucedió a Maurizio Costanzo en la dirección artística del Teatro Parioli de Roma, que pasó a llamarse "Teatro Parioli-Peppino De Filippo".
Falleció el 31 de marzo de 2018 en Roma, a los 87 años, a causa de una neumonía. La sala de visitas se instaló el 2 de abril en el Teatro Parioli y el funeral se celebró al día siguiente en la Iglesia de los Artistas de la Piazza del Popolo, en presencia de amigos y colegas del mundo del espectáculo; posteriormente fue enterrado junto a su padre en la capilla familiar del Cementerio del Verano en Roma.

## Filmografía
- Filumena Marturano, de Eduardo De Filippo (1951)
- La leggenda del piave, de Riccardo Freda (1952)
- Non è vero... ma ci credo!, de Sergio Grieco (1952)
- Peppino e la vecchia signora, de Piero Ballerini (1954)
- Da qui all'eredità, de Riccardo Freda (1955)
- No soy culpable (Cortile), de Antonio Petrucci (1955)
- Lazzarella, de Carlo Ludovico Bragaglia (1957)
- Ana de Brooklyn (Anna di Brooklyn), de Carlo Lastricati (1958)
- Promesse di marinaio, de Turi Vasile (1958)
- Policarpo, calígrafo diplomado (Policarpo 'ufficiale di scrittura') , de Mario Soldati (1959)
- Arrangiatevi, de Mauro Bolognini (1959)
- Cerasella, de Raffaello Matarazzo (1959)
- Roulotte e roulette, de Turi Vasile (1959)
- Casanova Jekill (Il mio amico Jekyll), de Marino Girolami (1960)
- Chi si ferma è perduto, de Sergio Corbucci (1960)
- Gli incensurati, de Francesco Giaculli (1961)
- Los cuatro días de Nápoles (Le quattro giornate di Napoli), de Nanni Loy (1962) (sin acreditar)
- Il mio amico Benito, de Giorgio Bianchi (1962)
- Amore all'italiana, de Steno (1966)
- Viaje de novios a la italiana (Viaggio di nozze all'italiana), de Mario Amendola (1966)
- Soldati e capelloni, de Ettore Maria Fizzarotti (1967)
- Colpo di sole, de Mino Guerrini (sin acreditar)
- La mujer más explosiva del mundo (Ninì Tirabusciò, la donna che inventò la mossa), de Marcello Fondato (1970)
- Venga a fare il soldato da noi, de Ettore Maria Fizzarotti (1971)
- Giovanni Senzapensieri, de Marco Colli (1986)
- Quelli del casco, de Luciano Salce (1988)
- En nombre del pueblo soberano (In nome del popolo sovrano), de Luigi Magni (1990)

## Televisión
- Un ragazzo di campagna, telefilme (1959)
- I casi sono due, telefilme (1959)
- L'ospite gradito, telefilme (1962)
- Quaranta... ma non li dimostra, telefilme (1962)
- L'avaro, telefilme (1963)
- A Coperchia è caduta una stella, telefilme (1964)
- La carretta dei comici - serie de televisión, 8 episodios (1970)
- Il malato immaginario, telefilme (1972)
- Le metamorfosi di un suonatore ambulante, telefilme (1972)
- Per me come se fosse, telefilme (1978)
- Storia strana su di una terrazza romana, telefilme (1978)
- Storie della Camorra - miniserie, 1 episodio (1978)
- Colpo di grazia alla sezione III - telefilme (1981)
- Série noire - serie de televisión, 1 episodio (1984)
- La piovra 3 - miniserie, 7 episodios (1987)
- Il ricatto - miniserie, 2 episodios (1989-1991)
- Il prezzo del denaro - telefilme (1995)
- Un posto al sole - serial televisivo (1999)
- Pupetta: Il coraggio e la passione - miniserie, 4 episodios (2013)

## Teatro en la televisión
- La vedovella, comedia de Dino Terra, dirigida por Daniele D'Anza, transmitida el 16 de abril de 1956.
- Mezzanotte con l'eroe, original televisiva de Sergio Paolini y Stelio Silvestri, dirigida por Leonardo Cortese, transmitida el 14 de octubre de 1962.

## Discografía
- La Commedia del Re Buffone e del Buffone Re (Polosud Records - PS031).

## Distinciones honoríficas
- Caballero de Gran Cruz de la Orden al Mérito de la República Italiana (2010).[8]
- Gran Oficial de la Orden al Mérito de la República Italiana (2004).[9]
- Comendador  de la Orden al Mérito de la República Italiana (1997).[10]
- Licenciatura Honoris Causa en Ciencias Filosóficas y de la Comunicación, Universidad de Basilicata (2016).[11]